# Eleutherius (exarch)
Eleutherius was exarch van Ravenna van 616 tot 619.
Zijn voorganger Johannes I Lemigius werd vermoedelijk door zijn eigen soldaten vermoord, omdat hij hen niet correct vergoedde. Eleutherius streek de plooien glad door alle achterstal te betalen. Met harde hand sloeg hij de rebellen neer.
In 619 zat keizer Herakleios in grote problemen, hij was Egypte verloren aan de Sassaniden en speelde met de gedachte om af te treden. Eleutherius maakte van de situatie gebruik om te usurperen. Even later werd hij door zijn omgeving vermoord en werd vermoedelijk de titel van exarch vacant.